# L'Album merveilleux
Pour plus de détails, voir Fiche technique et Distribution.
L'Album merveilleux est un film muet français à trucs réalisé par Gaston Velle, produit par Pathé Frères, sorti en 1905.

## Synopsis
Les pages d'un album merveilleux s'animent les unes après les autres et très vite le marquis qui les feuillette est entouré par de nombreux personnages.

## Fiche technique
- Titre : L'Album merveilleux
- Titre anglophone (États-Unis) : Wonderful album
- Réalisation : Gaston Velle.
- Photographie et trucages : Segundo de Chomón
- Société de production : Pathé Frères
- Pays d'origine :  France
- Langue : français
- Métrage : 80 mètres
- Genre : Film de fantasy, Film à trucs
- Format : Noir et blanc (colorisation au pochoir) — 35 mm — 1,33:1 — Muet
- Durée : 2 minutes 40
- Numéro de catalogue Pathé : 1264
- Dates de sortie : 
  - France : 4 septembre 1905[1]
  - États-Unis : 30 septembre 1905